# Port lotniczy Yengema
Port lotniczy Yengema (ang. Yengema Airport, IATA: WYE, ICAO: GFYE) – port lotniczy zlokalizowany w Yengemie, w Sierra Leone. Jego operatorem jest Sierra Leonean Airports Authority.